# زيفيو
زيفيو؛ هي بلدية (بلدية) في مقاطعة فيرونا في منطقة فينيتو الإيطالية، وتقع على بعد حوالي 90 كيلومتر (56 ميل) غرب مدينة البندقية وحوالي 14 كيلومتر (9 ميل) جنوب شرق فيرونا.
تقع زيفيو على حدود البلديات التالية: بيلفايور وكالديارو واوبينو وبالو ورونكو الاديقو وسان جيوفاني لوبتاتو وسان مارتينو بون البيرقو.

## المدن التوأم
تمت توأمت زيفيو مع:
- Arborea,ايطاليا

## روابط خارجية
- الموقع الرسمي